# Emad Meteb
Emad Mohamed Abd El Naby Ibrahim Meteb (Arabisch: عماد متعب, Bilbeis, 20 februari 1983), bekend als Emad Meteb of Emad Moteab, is een Egyptisch voormalig voetballer die bij voorkeur als aanvaller speelde. Zijn achternaam wordt ook wel als Motab of Motaeb geschreven, maar hijzelf gaf aan dat het Meteb is.

## Clubcarrière
Emad Meteb sloot zich op zijn zestiende aan bij voetbalclub Al-Ahly. Daar stootte hij door tot in de nationale jeugdploegen. Hij maakte in 2003 voor het Egyptisch voetbalelftal onder 20 een doelpunt tegen Engeland onder 20 op het WK onder 20. Datzelfde jaar werd het African Youth Championship gewonnen, waarbij Meteb twee doelpunten (waaronder de winnende) scoorde in de met 4–3 gewonnen finale tegen Ivoorkust onder 20. Een jaar later nam trainer Manuel José hem op in de hoofdmacht van Al-Ahly.
Meteb werd Egyptisch international en won in 2006, 2008 en 2010 de CAF Africa Cup of Nations met de nationale ploeg. In 2005 werd hij topschutter in de Egyptische Premier League. Dat jaar werd hij uitgeroepen tot Beste Afrikaanse Aanvaller.
De Egyptische spits mocht in 2007 op stage bij Middlesbrough, maar de Engelsen boden hem geen contract aan. Ploeggenoot Mohamed Shawky vertrok wel naar Engeland. Meteb stond nadien op het punt naar Bristol City te verkassen en de duurste transfer uit de geschiedenis van de club te worden. In afwachting van een werkvergunning speelde Meteb nog een wedstrijd voor Al-Ahly. Dat ging volgens Bristol tegen de gemaakte afspraken in, waardoor de transfer afketste.
Na een verhuurperiode bij het Saoedische Al-Ittihad keerde Meteb terug naar Egypte. In 2010 haalde Standard Luik hem naar België. Hij tekende er een contract voor twee seizoenen met een optie voor nog een jaar. De problemen bleven echter niet lang uit. Want nog voor de aanvaller een officiële wedstrijd speelde, keerde hij terug naar zijn vaderland. De club werd amper op de hoogte gehouden van Metebs plannen en vreesde dat hij niet meer ging terugkeren. Naar verluidt kon de Egyptenaar niet aarden in België en probeerde hij via de dienstplicht aan zijn contract bij Standard te ontsnappen.
Standard gaf de hoop op en droeg het rugnummer van de Egyptenaar over aan zijn vervanger Meme Tchité. Meteb bereikte daarna met zijn ex-club Al-Ahly een overeenkomst over een terugkeer. Nadat hij zijn contract bij Standard afkocht, werd hij speelgerechtigd voor Al-Ahly.
In februari 2012 nam Al-Ahly het in de Egyptische Premier League op tegen Al-Masry. Thuisclub Al-Masry won met 3–1, maar toch braken er na de wedstrijd rellen uit. Duizenden supporters stormden het veld en joegen de voetballers de kleedkamers in. Supporters van beide ploegen gingen met elkaar op de vuist en er werden branden gesticht. Er vielen vierenzeventig doden en meer dan duizend gewonden. Een dag later zette Meteb een punt achter zijn spelerscarrière. Op een later moment besloot Meteb toch zijn spelerscarrière voort te zetten.
Op 2 januari 2018 vertrok Meteb op huurbasis voor een halfjaar naar het Saoedische Al-Taawoun, waarna hij in juni 2018 terugkeerde naar Al-Ahly en kort daarna zijn voetbalcarrière beëindigde. Meteb won met Al-Ahly onder anderen een imposant aantal van vijf CAF Champions League-titels, vier CAF Super Cup-titels en een CAF Confederation Cup-titel.

## Interlandcarrière
Meteb speelde tweeënzeventig interlands voor het Egyptisch voetbalelftal, waarin hij negenentwintig keer scoorde. Op 29 november 2004 debuteerde Meteb voor het Egyptisch voetbalelftal in de met 1–1 gelijkgespeelde oefeninterland tegen Bulgarije. Op 26 maart 2015 speelde Meteb zijn laatste wedstrijd voor het Egyptisch voetbalelftal in de met 2–0 gewonnen oefeninterland tegen Equatoriaal-Guinea. Meteb wist met het Egyptisch voetbalelftal driemaal de CAF Africa Cup of Nations (2006, 2008, 2010) te winnen.

## Bestuurscarrière
Op 23 november 2020 werd Meteb benoemd tot bestuurslid van de Egyptische voetbalclub Zed Football Club.

## Erelijst
Al-Ahly
- Premier League: 2004/05, 2005/06, 2006/07, 2007/08, 2008/09, 2010/11, 2013/14, 2015/16, 2016/17, 2017/18
- Beker van Egypte: 2005/06, 2006/07, 2016/17
- Egyptische Supercup: 2005, 2006, 2007, 2012, 2014, 2015
- CAF Champions League: 2005, 2006, 2008, 2012, 2013
- CAF Super Cup: 2006, 2007, 2013, 2014
- CAF Confederation Cup: 2014

 Egypte onder 20
- African Youth Championship: 2003

 Egypte
- CAF Africa Cup of Nations: 2006, 2008, 2010